# Hughes Hall
El Hughes Hall es el más antiguo de los colleges para postgraduados de la Universidad de Cambridge. Fue originalmente fundado en 1885 como el Cambridge Training College (CTC) para mujeres y la directora era Elizabeth Phillips Hughes. En 1885 comenzó a andar con catorce estudiantes en una pequeña casa en Newnham llamada Croft Cottage. Una de las primeras matriculadas, Molly Thomas, contó la experiencia de la primera clase de estudiantes en A London Girl of de 1880s (Una chica de Londres de la década de 1880), que publicó con su nombre de casada, M. V. Hughes. Para 1895 el college se mudó a su emplazamiento actual. Que fue diseñado por el arquitecto William Fawcett. Se expandió lentamente durante los siguientes 40 años, y finalmente el college se adhirió a la Universidad en 1949 y se le llamó Hughes Hall, en honor a su fundadora.
El primer estudiante varón que llegó al college, lo hizo en 1973, y a partir de entonces empezaron a llegar estudiantes para estudiar un mayor número de títulos de postgrado. El número de estudiantes se incrementó gradualmente durante la década de los 80 y 90. Hoy en día Hughes Hall, tiene aproximadamente 500 estudiantes, afiliados y estudiantes de más de 21 años, de ambos sexos, que estudian una gran variedad de carreras. Este college es uno de los más internacionales de la Universidad de Cambridge, con alumnos de más de 60 nacionalidades diferentes.
La mayoría de los profesores del college son expertos académicos en enseñanza e investigación en varios departamentos y facultades de la Universidad. Vienen y trabajan en diferentes campos. Tanto estudiantes como profesores se relacionan libremente en los diferentes aspectos de la vida universitaria. A diferencia de otros colleges, el Hughes no tiene comidas especiales o facilidades recreativas para los profesores. Todos los miembros tienen numerosas oportunidades para compartir intereses y aprender unos de los otros en el ambiente del college.
En 2005 el Hughes abrió un nuevo edificio residencial, con comedor y salas de reuniones, el Fenners Building, que tiene vistas al campo de críquet de la universidad. Se prevé que se abra una nueva biblioteca en 2009.
El Hughes tiene muchas especialidades, que incluyen estudiantes de disciplinas profesionales como son la Medicina, el Derecho, la Economía, y los estudios de postgrado en Magisterio, así como un desproporcionado número de Blues (deportistas de la universidad que han tenido éxito en campos como el rugby, el remo, el críquet, la natación y el ajedrez).

## Presidentes
- 1953-1973: Margaret Wileman (Directora, posteriormente Presidenta)
- 1973-1978: Sir Desmond Lee
- 1978-1984: Richard D'Aeth
- 1993-1998: John Dingle
- 1998-2006: Peter Richards
- 2006- : Sarah Squire

- Datos: Q863934
- Multimedia: Hughes Hall, Cambridge / Q863934